# Steam Controller
Steam Controller — игровой контроллер, разработанный и выпущенный корпорацией Valve. Контроллер может быть использован с ПК с операционными системами Windows, Linux/SteamOS, macOS и установленным сервисом Steam, а также с устройством Steam Link и одноимённым приложением на платформах iOS, Android и tvOS.
Отличительной особенностью данного контроллера является наличие двух трекпадов с обратной тактильной связью. Каждый трекпад также является кнопкой. Контроллер может эмулировать клавиатуру и мышь, поэтому его можно использовать даже со старыми играми.

## Краткие характеристики

### Элементы управления
- Два трекпада
- Тактильная отдача высокого разрешения
- Аналоговый стик
- Триггеры двойного уровня (каждый с ходом в 10°, а также датчиком магнитного потока и переключателем тактильности)
- Гироскоп и акселерометры (возможность управлять рулём автомобиля в гоночных играх с помощью наклонов контроллера, либо использование для других видов жестового управления)
- Возможность гибкой настройки раскладки и возможность делиться ими с игроками

### Остальное
- Поддержка проводного (USB-адаптер) и беспроводного режимов (беспроводное соединение на расстоянии до 5 метров при помощи адаптера, а также Bluetooth-соединение с программного обновления от 12 мая 2018 года)
- Поддержка контроллера на OS Linux, steamOS, Microsoft Windows
- 2 батарейки формата АА обеспечивают больше 80 часов игрового процесса

## Устройство контроллера
Главными элементами контроллера Steam являются два круглых трекпада высокого разрешения, расположенные под большими пальцами игроков. Каждый трекпад является кнопкой. Трекпады призваны увеличить точность ввода.
Контроллер поддерживает ввод абсолютно точного формата один-к-одному с помощью виртуализированных систем управления, например трекбола, адаптационного центрирующегося джойстика и даже рулевого колеса. Эти поверхности могут быть запрограммированы для поддержки всего, что требуется игре.
Данная особенность позволяет играть с помощью контроллера в те жанры игр, для которых ранее требовалось наличие клавиатуры и мыши: пошаговые стратегии и стратегии в реальном времени; казуальные игры с управлением, осуществляемым посредством курсора; глобальные космические стратегии; многочисленные инди-игры; симуляторы.

### Тактильная отдача
Для реализации в трекпадах тактильной обратной связи были использованы два линейных резонансных привода. Это маленькие, сильные, утяжелённые электромагниты прикреплённые к обоим трекпадам. Возможен точный контроль над частотой, амплитудой и направлением их движения. Приводы позволяют почувствовать вращение виртуального трекбола, щелчки колёса виртуальной мыши, или выстрелы винтовки. Все виды ввода контроллера (от триггеров до трекпадов) поддерживают тактильную отдачу.

### Триггеры с двойным уровнем нажатия
Триггеры в данном контроллере поддерживают аналоговый и цифровой режимы ввода по отдельности, или одновременно. Это позволяет, например, навести мушку на цель лёгким нажатием триггера и сделать выстрел более сильным нажатием.

## Совместимость
Steam Controller совместим со всеми играми, доступными в каталоге Steam, поддерживающими контроллер.
Совместимость с играми доступными вне Steam достигается с помощью опции добавления сторонних проектов.
Для всех игр, которые не поддерживают управление контроллером, корпорация Valve добавила режим совместимости, позволяющий контроллеру выдать себя за мышь и клавиатуру. Конфигурационная утилита для создания настроек управления позволяет игрокам создавать свои раскладки для различных игр и делиться ими. Все остальные игроки смогут выбирать конфигурацию из списка наиболее популярных. Данные раскладки привязываются к самому контроллеру.